# كارول جيست
كارول آن ماري جيست (بالإنجليزية: Carole Gist)‏ (من مواليد 8 مايو 1969) مذيعة تلفزيوني وعارضة أزياء أمريكية، وأول امرأة أمريكية من أصل أفريقي تفوز بلقب ملكة جمال الولايات المتحدة الأمريكية عام 1990. فوزها بمسابقة ملكة جمال الولايات المتحدة وجعلها في المركز الثاني في مسابقة ملكة جمال الكون. بصفتها الأولى في سلسلة ملكة جمال الولايات المتحدة الأمريكية السوداء التي لا تزال تنمو، تفخرت جيست بالكثير من التفوق في تتويجها. في مقابلة مع جيت قالت
| كارول جيست | إنه جزء من الاعتزاز بالتراث والثقافة السوداء ... نحن شعب متجه إلى العظمة. أنه في دمائنا. | كارول جيست |

بعد تتويج جيست لأول مرة بلقب ملكة جمال ميشيغان بالولايات المتحدة الأمريكية كانت انطلاقة للتوج بلقب ملكة جمال الولايات المتحدة الأمريكية في 2 مارس 1990 في ويتشيتا، كانساس. حيث شهدت مشاركة قوية في المسابقة لعام 1990 ممثلون منها بريندا ليتلييتر من ولاية جورجيا، كارين إليزابيث ماير من ولاية ألاسكا، تيفاني تينفيلدي من ولاية كنتاكي، جينا توليسون من ولاية كارولينا الجنوية التي حلت وصيفة لتمثيل الولايات المتحدة في مسابقة ملكة جمال العالم 1990، وتفوز باللقب)، في العشرين من عمره في ذلك الوقت، حلت جيست الوصيف الأول ل مون جرودت النرويجية في مسابقة ملكة جمال الكون 1990. كانت أيضًا أول متسابقة من ميشيغان تفوز بلقب ملكة جمال الولايات المتحدة الأمريكية، وكسرت سلسلة الخمس سنوات من الفائزين من تكساس.

## روابط خارجية
- كارول جيست على موقع IMDb (الإنجليزية)